# Demaryius Thomas
Demaryius Antwon Thomas (Montrose, Georgia; 25 de diciembre de 1987-Roswell, Georgia; 9 de diciembre de 2021) fue un jugador de fútbol americano estadounidense que jugaba en la posición de wide receiver. Jugó al fútbol americano universitario en el Instituto de Tecnología de Georgia y fue seleccionado por los Denver Broncos en la primera ronda del Draft de 2010 de la NFL.

## Biografía
Asistió a West Laurens High School en Dexter, Georgia, donde fue una estrella en tres deportes; baloncesto, fútbol americano y atletismo. 
Allí jugó al fútbol americano como wide receiver. En su tercer año, en 2004, consiguió 32 recepciones para 330 yardas y tres touchdowns. La temporada siguiente, 82 recepciones para 1,234 yardas y diez touchdowns. Después del partido, participó en el partido North-South All-Star.
Acabaro recibiendo ofertas de becas de Duke, Georgia y Georgia Tech.

## Carrera

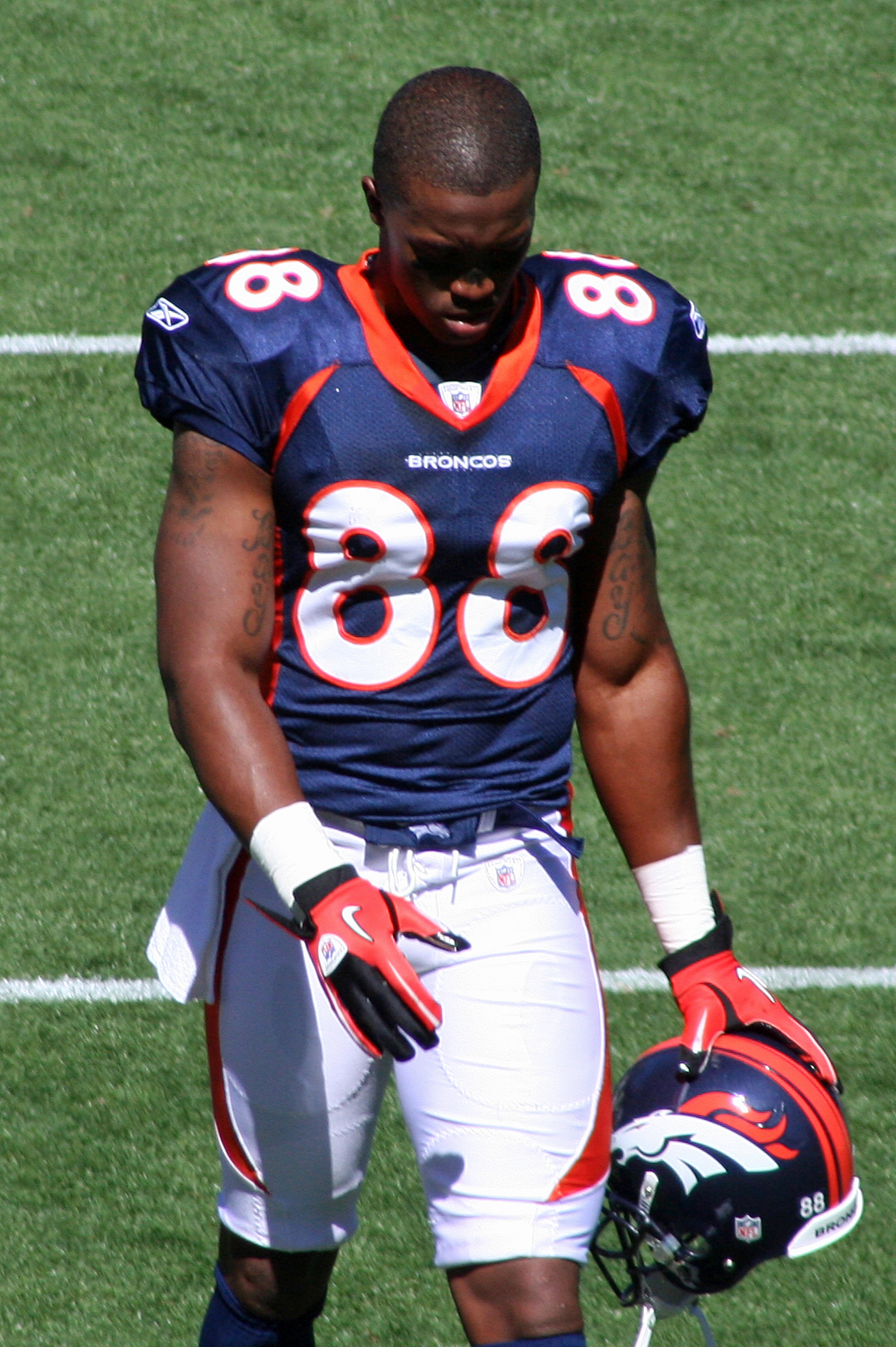
Demaryius Thomas, jugador del equipo de fútbol americano Denver Broncos.

### Denver Broncos
Fue seleccionado por los Denver Broncos en la primera ronda (puesto 22) del Draft de la NFL de 2010. Con ellos firmó un contrato de cinco años el 31 de julio de 2010. El acuerdo tenía un valor de $12.1 millones, con $9.3 millones garantizados.
El 3 de marzo de 2015, los Broncos le colocaron la etiqueta de jugador franquicia. Sin embargo, los informes indicaban que la etiqueta no era exclusiva, lo que baque Thomas podía negociar con otros equipos, y los Broncos tenían el derecho de igualar cualquier oferta, o recibir dos selecciones de primera ronda como compensación.
El 15 de julio de 2015, Thomas renovó con los Broncos cinco años con un valor de $70 millones.
Desde su llegada a Denver, Thomas logró cinco títulos de división consecutivos, dos campeonatos de la AFC y llegó a dos Super Bowl (48 y 50) en tres años, perdiendo la primera frente a los Seattle Seahawks por 43-8 y ganando la segunda frente a los Carolina Panthers por 24-10.

### Houston Texans
El 30 de octubre de 2018, fue transferido a los Houston Texans en un intercambio por selecciones en el draft.

### New England Patriots
El 2 de septiembre de 2019, firmó un contrato con los New England Patriots por un periodo de un año.

### New York Jets
El 10 de septiembre de 2019, fue transferido a los New York Jets a cambio de una selección de sexta ronda del Draft de la NFL de 2021. En once juegos con los Jets, Thomas registró 36 recepciones para 433 yardas y un touchdown.

## Récords

### NFL
- Tercer jugador en conseguir noventa recepciones, 1,300 yardas y cinco touchdowns, en cuatro temporadas consecutivas (empatado con Marvin Harrison y Jerry Rice)[12]

### Denver Broncos
- Mayor número de partidos con +100 yardas por recepción: 32[12]
- Mayor número de yardas por recepción en una temporada: 1,619 (2014)[13]
- Mayor número de touchdowns en una temporada: 14 (empatado con Anthony Miller)[14]
- Temporadas consecutivas con +100 recepciones: 2 (2014-2015)
- Temporadas consecutivas con +10 touchdowns: 3 (2012-2014)
- Temporadas consecutivas con +1,000 yardas por recepción: 4 (2012-2015)

## Estadísticas

### Temporada regular
|  | Seleccionado al Pro Bowl |

| Año   | Equipo  | Juegos | Juegos | Recepciones | Recepciones | Recepciones | Recepciones | Recepciones | Recepciones | Acarreos | Acarreos | Acarreos | Acarreos | Acarreos | Acarreos | Balones sueltos |
| Año   | Equipo  | GP     | GS     | Rec         | Yds         | Avg         | Long        | TD          | 1D          | Att      | Yds      | Avg      | Long     | TD       | 1D       | Balones sueltos |
| ----- | ------- | ------ | ------ | ----------- | ----------- | ----------- | ----------- | ----------- | ----------- | -------- | -------- | -------- | -------- | -------- | -------- | --------------- |
| 2010  | DEN     | 10     | 2      | 22          | 283         | 12.9        | 31          | 2           | 15          | 2        | 1        | 0.5      | 1        | 0        | 0        | 3               |
| 2011  | DEN     | 11     | 5      | 32          | 551         | 17.2        | 47          | 4           | 25          | 1        | 5        | 5.0      | 5        | 0        | 0        | 0               |
| 2012  | DEN     | 16     | 16     | 94          | 1,434       | 15.3        | 71          | 10          | 60          | --       | --       | --       | --       | --       | --       | 3               |
| 2013  | DEN     | 16     | 16     | 92          | 1,430       | 15.5        | 78          | 14          | 66          | --       | --       | --       | --       | --       | --       | 2               |
| 2014  | DEN     | 16     | 16     | 111         | 1,619       | 14.6        | 86          | 11          | 69          | --       | --       | --       | --       | --       | --       | 0               |
| 2015  | DEN     | 16     | 16     | 105         | 1,304       | 12.4        | 72          | 6           | 63          | --       | --       | --       | --       | --       | --       | 2               |
| 2016  | DEN     | 16     | 16     | 90          | 1,083       | 12.0        | 55          | 5           | 50          | --       | --       | --       | --       | --       | --       | 2               |
| 2017  | DEN     | 16     | 16     | 83          | 949         | 11.4        | 40          | 5           | 53          | --       | --       | --       | --       | --       | --       | 1               |
| 2018  | DEN/HOU | 15     | 15     | 59          | 677         | 11.5        | 45          | 5           | 36          | --       | --       | --       | --       | --       | --       | 0               |
| 2019  | NYJ     | 11     | 10     | 36          | 433         | 12.0        | 47          | 1           | 22          | --       | --       | --       | --       | --       | --       | 0               |
| Total | Total   | 143    | 128    | 724         | 9,763       | 13.5        | 86          | 63          | 459         | 3        | 6        | 2.0      | 5        | 0        | 0        | 13              |

Fuente: Pro-Football-Reference.com

### Playoffs
| Temporada | Temporada | Temporada | Temporada | Recepciones | Recepciones | Recepciones | Recepciones | Recepciones | Carreras | Carreras | Carreras | Carreras | Carreras | Fumbles | Fumbles |
| Año       | Equipo    | PJ        | PT        | REC         | YDS         | %           | LAR         | TD          | CAR      | YDS      | %        | LAR      | TD       | FUM     | PER     |
| --------- | --------- | --------- | --------- | ----------- | ----------- | ----------- | ----------- | ----------- | -------- | -------- | -------- | -------- | -------- | ------- | ------- |
| 2012      | Denver    | 2         | 2         | 10          | 297         | 29.7        | 80          | 1           | --       | --       | --       | --       | --       | --      | --      |
| 2013      | Denver    | 1         | 1         | 3           | 37          | 12.3        | 17T         | 1           | --       | --       | --       | --       | --       | --      | --      |
| 2014      | Denver    | 3         | 3         | 28          | 306         | 10.9        | 30          | 3           | --       | --       | --       | --       | --       | 1       | 1       |
| 2015      | Denver    | 1         | 1         | 5           | 59          | 11.8        | 24          | 1           | --       | --       | --       | --       | --       | --      | --      |
| 2016      | Denver    | 3         | 3         | 7           | 60          | 8.6         | 15          | --          | --       | --       | --       | --       | --       | --      | --      |
| Total     | Total     | 10        | 10        | 53          | 759         | 14.3        | 80          | 6           | 0        | 0        | 0        | 0        | 0        | 1       | 1       |

## Vida personal
Cuando Thomas era un niño, la policía allanó la casa donde vivían su madre y su abuela. Ambas fueron arrestadas y condenadas a veinte años de prisión y cadena perpetua, respectivamente, por distribución de crack.
El 17 de enero de 2016, la madre de Thomas le vio jugar en persona por primera vez en diecisiete años después de que fuera liberada de la prisión.
En junio de 2021, a través de un video, anunció su retiro de la NFL.

## Fallecimiento
Demaryius Thomas fue encontrado muerto en su casa por la policía de Georgia. Según reportes preliminares, su muerte se produjo por un problema médico.